# 태블로
태블로는 비즈니스 인텔리전스(BI)에 중점을 둔 대화형 데이터 시각화 소프트웨어이다. 2003년 캘리포니아주 마운틴뷰에서 설립된 Tableau Software, LLC 의 대표 제품이다. 이 회사는 2019년에 Salesforce에 인수되었다.
태블로 제품은 관계형 데이터베이스, 클라우드 데이터베이스 및 스프레드시트를 쿼리하여 데이터를 시각화한다. 메모리 내 데이터 엔진에서 데이터를 추출, 저장, 검색할 수도 있다.
국내에서도 대기업부터 중소기업, 학교 등에서 도입하여 폭넓게 활용되고 있다.

## 역사
태블로의 전신은 Polaris이다. 나중에 Tableau Software, LLC.를 설립하게 되는 Hanrahan과 Stolte, 그리고 Diane Tang이 스탠포드 재학시 Polaris를 개발했다. Polaris는 미국 에너지부 방위 프로그램인 ASCI(Accelerated Strategic Computing Initiative)의 지원을 받아 구축된 데이터 시각화 소프트웨어 도구였다.
Pat Hanrahan, Christian Chabot, Chris Stolte은 2003년 1월 Tableau Software, LLC.를 설립했다. 이듬해 워싱턴주 시애틀의 Fremont 지역으로 본사를 이전했다. 그 이후 Fremont 본사를 확장했고 2016년 워싱턴주 커클랜드 교외에 보조 캠퍼스를 건설할 계획을 발표했다. 2017년 3월 Wallingford 의 Gas Works Park 근처에 새로운 본사 건물이 문을 열었고, 2018년에는 Fremont에 새로운 건물이 문을 열었다.
2016년 8월 태블로는 공동 창립자인 Christian Chabot의 후임으로 2016년 9월 16일부터 Adam Selipsky를 사장 겸 CEO로 임명한다고 발표했다.
태블로는 2018년 6월 매사추세츠주 케임브리지에 있는 인공지능 스타트업인 Empirical Systems를 인수하여 이 회사의 기술을 태블로 플랫폼에 통합할 계획을 밝혔다. 태블로는 또한 이 거래 후 케임브리지에 사무실을 설립할 계획이라고 발표했다.
2019년 6월 10일, Tableau Software, LLC는 157억 달러 규모의 전액 주식 거래로 Salesforce에 인수되었다. 이는 당시 Salesforce 역사상 가장 큰 인수였다.
2021년 3월 Tableau는 Adam Selipsky 후임으로 Mark Nelson을 사장 겸 CEO로 임명한다고 발표했다. 2023년부터는 오랫동안 Salesforce 임원을 역임한 Ryan Aytay이 CEO를 맡고 있다.